# جول كريث (عمد)

تعديل مصدري - تعديل

جول كريث هي إحدى قرى  بمديرية عمد التابعة لمحافظة حضرموت، بلغ تعداد سكانها 35 نسمة حسب تعداد اليمن لعام 2004.